# Erin Phenix
Erin Phenix (n. 3 ianuarie 1981, Cincinnati, Ohio, SUA) este o înotătoare americană, medaliată olimpică. A participat la o ediție a Jocurilor Olimpice (2000) în care a câștigat două medalii de aur.